# Benalúa de Guadix
Benalúa de Guadix är en ort i Spanien.   Den ligger i provinsen Provincia de Granada och regionen Andalusien, i den södra delen av landet, 300 km söder om huvudstaden Madrid. Benalúa de Guadix ligger 874 meter över havet och antalet invånare är 3 211.
Terrängen runt Benalúa de Guadix är huvudsakligen kuperad, men den allra närmaste omgivningen är platt. Benalúa de Guadix ligger nere i en dal.Runt Benalúa de Guadix är det ganska tätbefolkat, med 129 invånare per kvadratkilometer. Närmaste större samhälle är Guadix, 6,2 km söder om Benalúa de Guadix. Trakten runt Benalúa de Guadix består till största delen av jordbruksmark.